# 호세 라몬 마차도 벤투라
호세 라몬 마차도 벤투라(스페인어: José Ramón Machado Ventura, 1930년 10월 26일~)는 쿠바의 정치인으로, 2008년부터 2013년까지 국가평의회 부의장을 지냈다.
호세 라몬 마차도 벤투라는 옛 라스 빌라스 주, 산 안토니오 데 라스 부엘타스 (San Antonio de las Vueltas)에서 태어나서 카마후아니(Camajuaní)와 레메디오스(Remedios)에서 수학했으며, 1953년 아바나 대학교 의과대학을 졸업하여 전문의가 되었다.
1952년 3월 10일 풀헨시오 바티스타의 쿠데타 후 의대생이었던 마차도는 바로 쿠바 혁명에 가담했으며 바티스타 독재정권을 반대하는 7월 26일 운동의 원년 멤버로 참가하였다.